# Staats Island
Staats Island ist eine kleine Insel der westlichen Falklandinseln. Das unbewohnte Eiland ist Beaver Island vorgelagert und liegt zwischen Weddell Island und Tea Island. Auf der etwa 5 km² großen Insel sind unter anderem Guanakos, der Argentinische Kampfuchs und Magellan-Pinguine heimisch. Die Einführung der Guanakos und Kampfüchse hat, ähnlich wie auf den anderen Inseln um Beaver-Island, zum Verschwinden des Tussockgrases und zum Rückgang der lokalen Vogel-Population geführt.